# 聚二甲基矽氧烷
聚二甲基矽氧烷（polydimethylsiloxane，PDMS）又称二甲聚硅氧烷（dimethicone），是一種高分子有機矽化合物，屬於“有機矽”類，具有光學透明的性质，且在一般情況下，被認為具有惰性、無毒、不易燃的特性。
聚二甲基矽氧烷是最廣泛使用的矽為基礎的有機聚合物材料，其運用在生物微機電中的微流道系統、填縫劑、潤滑劑、隱形眼鏡。由于其表面张力小，能使被泡沫贮留的气体得以排除，临床可用于各种原因引起的胃肠道胀气及急性肺水肿的抢救，亦用胃镜检查。

## 性質
液態時的二甲基矽氧烷為一黏稠液體，稱做「dimethicone」，屬於矽油之類，是一種具有不同聚合度鏈狀結構的有機矽氧烷混合物，其端基和側基全為烴基（如甲基、乙基、苯基等）。一般的矽油為無色、無味、無毒、不易揮發的液體。

固態的二甲基矽氧烷為一種矽膠，無毒、疏水性（hydrophobic），惰性物質，且為非易燃性、透明彈性體。二甲基矽氧烷的製程簡便且快速，材料成本遠低於矽晶圓，且其透光性良好、生物相容性佳、易與多種材質室溫接合、以及因為低杨氏模量（Young's modulus）導致的結構高弹性（structural flexibility）等。

## 合成
工業上可由以下反應流程製造鏈狀的聚二甲基矽氧烷：
n Si(CH3)2Cl2 + n H2O → [Si(CH3)2O]n + 2n HCl
實驗室中通常用主劑與硬化劑以質量比10：1比例混合均勻後，利用抽真空的方式使混合液中的氣泡浮至表面並破裂，再放入120度的烤箱中烤約一個小時（溫度與時間參數的不同將會製作出不同硬度的PDMS）。

## 應用
在生物微機電系統，軟微影技術（Soft lithography）大量用於微流道系統。在矽晶板上設計渠道，然後倒入液態的二甲基矽氧烷在這些矽晶板並加熱使二甲基矽氧烷變硬。當二甲基矽氧烷移除，即使是最小的微流道設計細節也會印在PDMS(二甲基矽氧烷)板上的。有了這個特殊的矽橡膠板，利用反應離子蝕刻機(RIE)進行親水性表面改質。一旦表面鍵結被破壞，通常是一塊載玻片放在激活的一側矽氧烷（側面的痕跡）。一旦鍵結回到到正常狀態，玻璃是永久和PDMS二甲基矽氧烷)板結合，從原本矽晶板上設計渠道變成一個防水通道。有了這個技術，低價地製作微流道、微混合器、微泵浦、微閥門等元件，最小的轉寫幾何尺寸也能達到纳米等級。
矽橡膠也被用來作為填充液體的乳房植入物。
PDMS也使用在多彈頭重返大氣層載具中，也是鍋具製造商常使用的陶瓷塗層材料。
有一種類似造形黏土的動力沙就是由沙和PDMS混合而成，觸感類似濕沙，可以塑形，且不會變乾。
以聚二甲基硅氧烷为代表的矽靈被广泛添加于洗发水中，该成分有助于头发柔顺，但同时也可能引起头发坍塌或头皮毛孔被阻塞(dimethicone是noncomedogenic的，意思就是不会堵塞毛孔)，因此有大量厂商推出了无矽靈洗发水。